# Belloy-en-Santerre
 Belloy-en-Santerre  es una población y comuna francesa, en la región de Picardía, departamento de Somme, en el distrito de Péronne y cantón de Chaulnes.

## Demografía
| 182 | 159 | 172 | 169 | 162 | 167 |
| Para los censos de 1962 a 1999 la población legal corresponde a la población sin duplicidades (Fuente: INSEE [Consultar]) |     |     |     |     |     |